# Cathédrale de la Trinité de Saint-Pétersbourg
Pour les articles homonymes, voir Cathédrale de la Sainte-Trinité.
Cette  cathédrale ne doit pas être confondue avec une autre cathédrale de Saint-Pétersbourg.

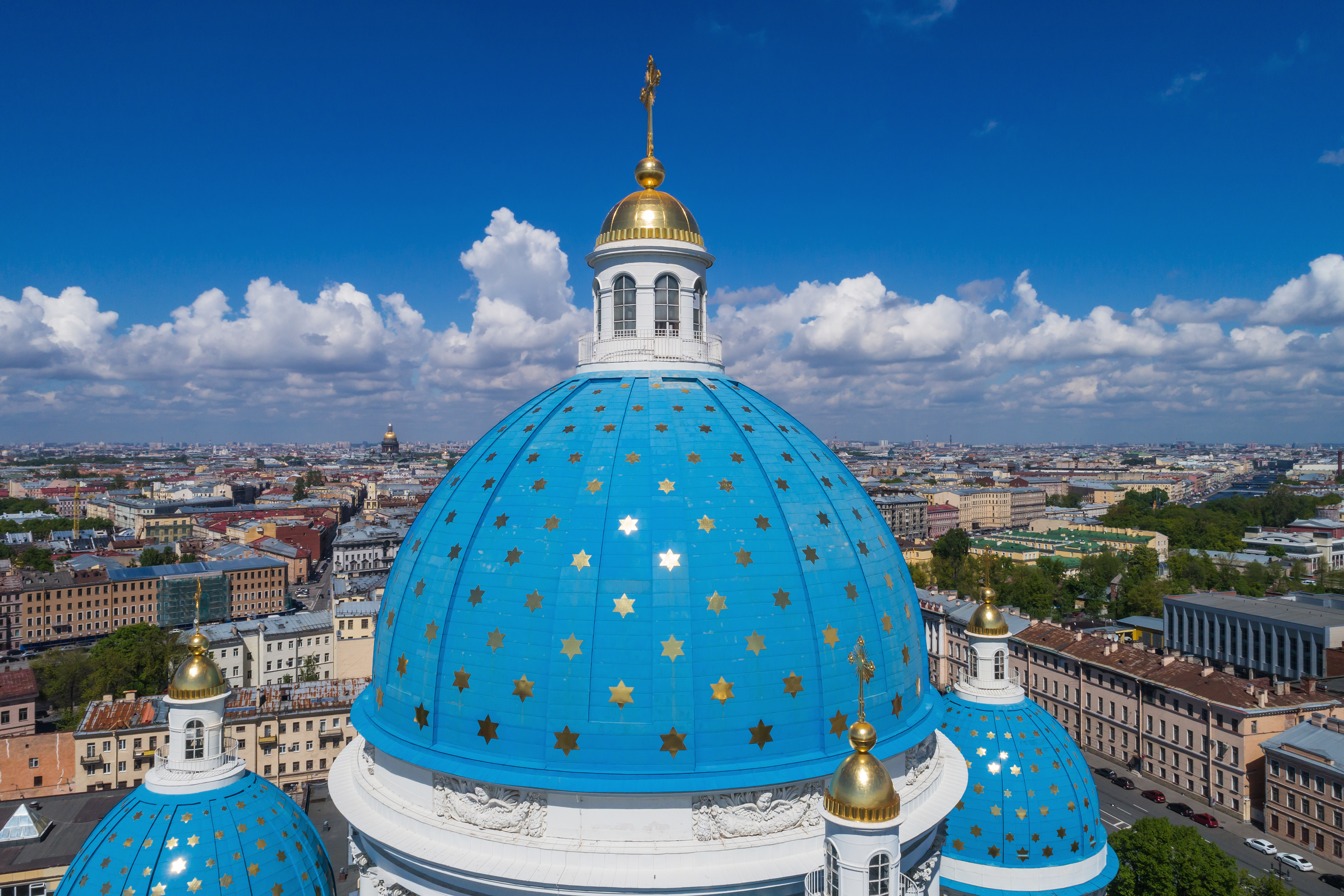
Vue du dôme de la cathédrale.

La cathédrale de la Trinité de Saint-Pétersbourg (en russe : Троицкий собор, Troitsky sobor), en Russie, est une cathédrale de style Empire construite entre 1828 et 1835 par l'architecte Vassili Stassov. Elle est située au sud de l'Amirauté sur la perspective Izmaïlovski, non loin de la station de métro Institut Technologique.

## Historique
Du temps de l'Empire russe, chaque régiment de la garde impériale disposait de sa propre église ou cathédrale (nom donné dans l'orthodoxie aux collégiales). La cathédrale de la Trinité était celle du régiment impérial Izmaïlovski, l'un des plus anciens régiments de l'armée russe.
La cathédrale peut recevoir 3 000 personnes. Elle a été récemment restaurée après avoir été laissée à l'abandon sous le régime soviétique. Une Colonne de la Gloire située devant la façade nord de la cathédrale commémore la victoire remportée au cours de la guerre russo-turque de 1877-1878.
La cathédrale a été victime d'un incendie accidentel en 2006 qui a détruit le dôme principal. La reconstruction s'est achevée depuis.